# William Christensen
William Christensen (født 6. juni 1866 i København, død 11. august 1949 sammesteds) var en dansk historiker og arkivar.
William Christensen blev født i København som søn af grosserer Christian Christensen (1813 – 1892) og Hansine Hendrine Berthelsen (1827 – 1910) og blev 1883 student fra Metropolitanskolen. Herefter begyndte han studier på Københavns Universitet og tog skoleembedseksamen (cand.mag.) i 1889 med historie som hovedfag. 1895 blev han dr.phil. på afhandlingen Unionskongerne og Hansestæderne 1439-1466.
1891 blev Christensen ansat som assistent ved Rigsarkivet, hvor han 1. februar 1898 blev arkivsekretær. I 1912 tog han sin afsked på grund af uoverensstemmelser med rigsarkivaren, V.A. Secher. Han kom fra et velstillet hjem og var derfor økonomisk ikke afhængig af ansættelsen. Først i 1916, da Kristian Erslev blev ny rigsarkivar, vendte han tilbage som arkivar og chef for arkivets 1. afdeling (læsesalen). I de første år af anden periode ved Rigsarkivet var han især optaget af at opløse to af arkivets samlinger, Topografisk Samling paa Papir og Danske Kongers Historie, der blev nyordnet efter proveniensprincippet. Formodentlig var det i alt væsentlig Christensen, der stod for den nye opdeling i arkiver. I 1934 gik han på pension.
I studietiden var Christensen stærkt påvirket af, at denne faldt sammen med Kristian Erslevs første tid som professor, og sammen med arbejdet ved Rigsarkivet kom det til at forme hans akademiske indsats. I 1899 udsatte Videnskabernes Selskab en prisopgave, som Christensen besvarede 1901 og erhvervede guldmedalje for. Afhandlingen blev 1903 udgivet med titlen Dansk Statsforvaltning i det 15. Aarhundrede og var baseret på grundige studier i det arkivalske materiale. I dens opbygning og behandling af stoffet er inspirationen fra Erslevs tilgang til historiestudiet tydelig. I positivismens ånd holder den sig strengt til kildernes udsagn og præsenterer ikke nogen teoretisk ramme for statsforvaltningens udvikling i perioden, hvad Erik Arup da også kritiserede i sin anmeldelse i Historisk Tidsskrift. Kristian Erslev og Johannes Steenstrup, der bedømte opgaven, pegede også på, at det var en svaghed, at Christensen var for ængstelig ved at drage slutninger eller vælge mellem afvigende forståelser. Generelt var alle Christensens arbejder præget af en omfattende viden, stor forsigtighed i domme og udtalelser og en pertentlig nøjagtighed.
Christensens væsentligste indsats var arbejdet med kildeudgaver, især for Selskabet for Udgivelse af Kilder til Dansk Historie, som Erslev havde været med til at stifte i 1877. Det første projekt var 1. række af Repertorium diplomaticum regni Danici mediævalis I-IV (1894-1912), hvor Kr. Erslev var hovedudgiver og Christensen og Anna Hude var medudgivere. Arbejdet med dette begyndte allerede i 1880'erne, før Christensen havde færdiggjort sine universitetsstudier, og i samme periode foretog han også afskrifter til brug for V.A. Sechers kildeudgave Samling af kongens rettertingsdomme 1605-1614 (1885-1886). Siden forsatte Christensen ene mand med udgivelsen af 2. række af repertoriet efter at selskabet i 1915 havde vedtaget hans plan for udgivelsen. Udgivelsen foregik dog først i årene 1928-1939, og til registerbindene fik Christensen blandt andet hjælp af daværende cand.mag. Aksel E. Christensen. Inden vedtagelsen af planen for 2. række udgav Christensen Missiver Fra Kongerne Christiern I.s og Hans's Tid, I-II (1912-1914) for at aflaste den forventede fortsættelse af repertoriet. Mens arbejdet med repertoriets 1. række stod på, fandt Christensen også tid til at udgive Dronning Christines Hofholdningsregnskaber i 1904 og De ældste danske Arkivregistraturer, V:1-2, i 1910, begge for Det kongelige danske Selskab for Fædrelandets Historie. En række mindre afhandlinger – og biografier i første udgave af Dansk biografisk leksikon – fra Christensens hånd må regnes som afledt af det grundige arbejde med kilderne til Danmarks historie i middelalderen.
Da repertoriets 2. række omsider var fuldendt, stod Christensen ubetinget som kildeudgavernes mester. Den svenske historiker Lauritz Weibull skrev ligefrem til Christensen i anledningen af fuldførelsen: "Jag känner bara ett namn i nordisk medeltidshistoria att nämna vid sidan av Deres: Langebeks."
I god tråd med Christensens systematiske arbejder udarbejdede han også fortegnelser til Historisk Tidsskrift over dansk historisk litteratur (1887-1889) og udenlandsk historisk litteratur (1886-1889). Uden relation til Christensens øvrige studier falder Oluf Christensen og Sønner. En Købmandsfamillie i Aalborg omkring Aar 1800 fra 1913, der handlede om hans egen slægt.
I Selskabet for Udgivelse af Kilder til Dansk Historie blev Christensen indvalgt i februar 1895 og var i en længere periode selskabets kasserer. 18. april 1904 blev han medlem af Det kongelige danske Selskab for Fædrelandets Historie, hvor han var kasserer 24. september 1912 – 9. marts 1936 og fungerede som arkivar fra 21. september 1927, da arkivarembedet blev nedlagt med Erslevs afgang fra dette.

## Udvalgt bibliografi
- Repertorium diplomaticum regni Danici mediævalis : Fortegnelse over Danmarks Breve fra Middelalderen, med Udtog af de hidtil utrykte, 1. række, 1-4, København 1894-1912 (udgivet sammen med Kr. Erslev og Anna Hude)
- Unionskongerne og Hansestæderne 1439-1466, København 1895. Optrykt 1974 af Selskabet for Udgivelse af Kilder til Dansk Historie, ISBN 87-7500-833-5
- Dansk Statsforvaltning i det 15. Aarhundrede, København 1903. Optrykt 1974 af Selskabet for Udgivelse af Kilder til Dansk Historie, ISBN 87-7500-834-3
- Dronning Christines Hofholdningsregnskaber, København 1904
- De ældste danske Archivregistraturer, V:1-2, København 1910
- Missiver fra Kongerne Christiern I. s og Hans's Tid, 1-2, København 1912-14
- Oluf Christensen og Sønner. En Købmandsfamillie i Aalborg omkring Aar 1800, København 1913
- "Om nogle af det 15. Århundredes Betegnelser for Adelsstanden" i Til Edvard Holm den. – 26. Jan. 1913. Tillægshæfte til Historisk Tidsskrift, 8. række, IV (1913), s. 38-51
- "Nogle Bemærkninger om Slægtebøger, især Sophie Belows Slægtebog" i Personalhistorisk Tidsskrift, 7. række, IV (1919), s. 1-50
- "Nogle Bemærkninger om den historiske Interesse hos den gamle danske Adel [Haandskriftundersøgelser]" i Festskrift til Kristian Erslev, København 1927, s. 321-338
- Repertorium diplomaticum regni Danici mediævalis : Fortegnelse over Danmarks Breve fra Middelalderen, med Udtog af de hidtil utrykte, 2. række, 1-9, København 1928-39
- "Nogle Slægtebog- og Våbenbogs-Undersøgelser" i Personalhistorisk Tidsskrift, 9. række, II (1929), s. 1-37
- "Lisbet og Beate Huitfeldt som personalhistoriske Forfattere" i Personalhistorisk Tidsskrift, 9. række, V (1932), s. 1-20
- "Vibeke Podebusks slægtebog?" i Personalhistorisk Tidsskrift, 10. række, 1 (1934), s. 1-42